# Giochi nell'antica Roma

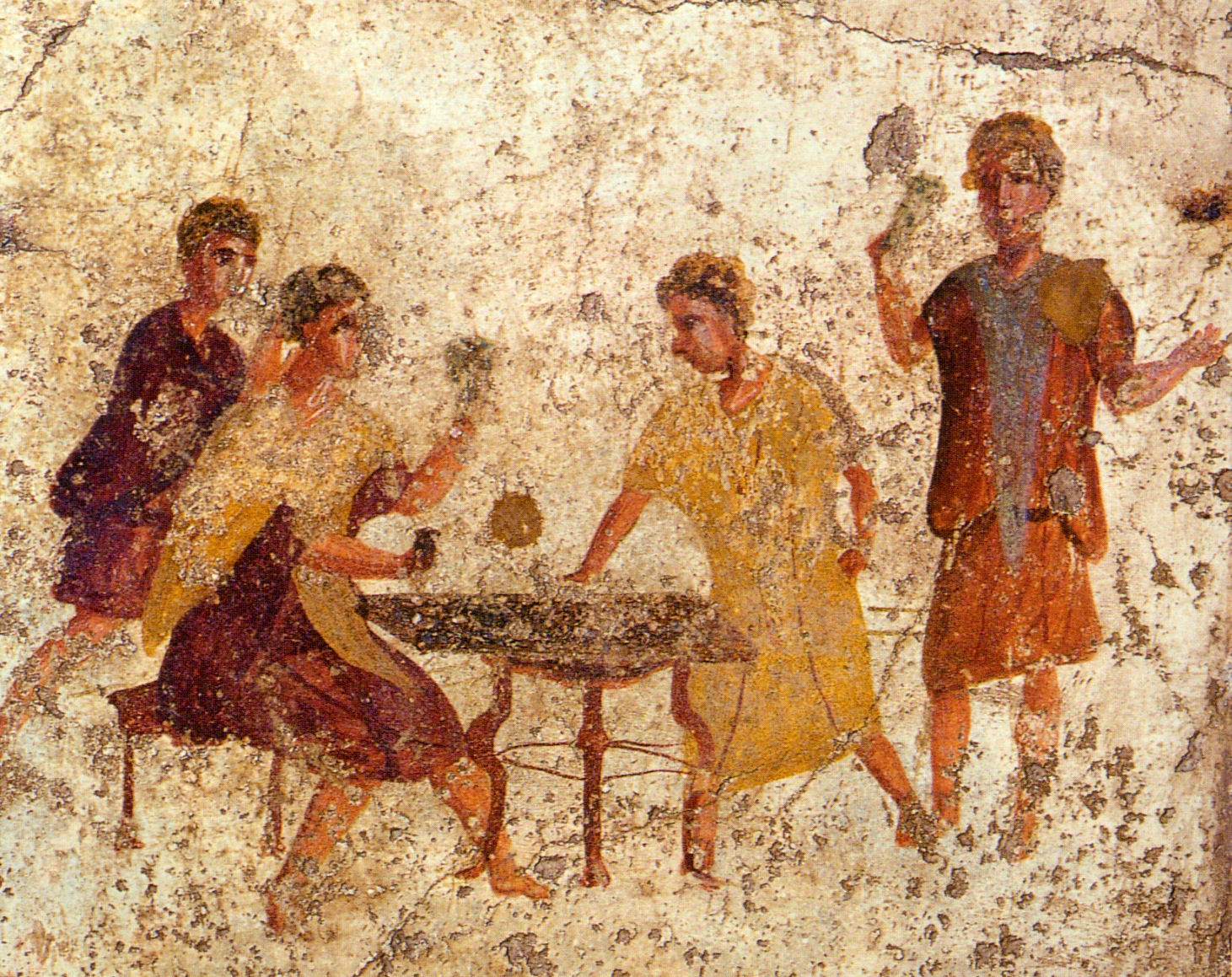
Giocatori di dadi su una tabula lusoria. Affresco romano dallOsteria della Via di Mercurio a Pompei (VI 10, 1.19, stanza b)

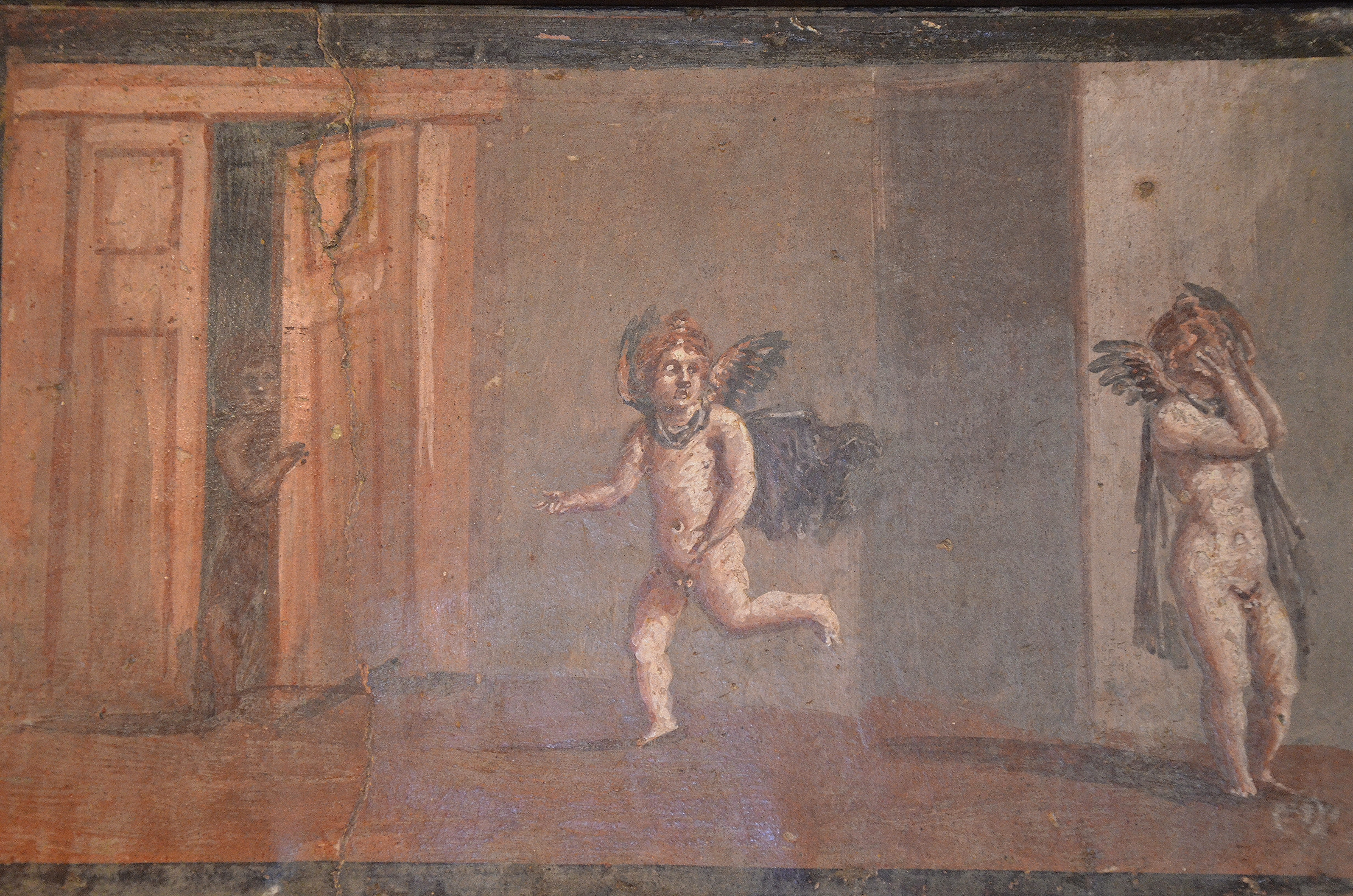
Il gioco del nascondino (Affresco da Ercolano. I sec. d.C. Museo Archeologico Nazionale di Napoli)

Gli antichi romani presero dalle culture precedenti, specialmente da quella greca,  l'esercizio di quelle attività con le quali da soli o in gruppo, bambini, per puro divertimento, e adulti, per svagarsi dagli impegni quotidiani, giocavano.
Il gioco, seguendo la tradizione greca, era considerato dai Romani come dotato di una valenza educativa: i bambini, come avevano insegnato Platone e Aristotele, giocando prendono contatto con la società che li circonda, imparano a rispettare le regole con lealtà, pena l'esclusione dalla comunità.

## Giochi e giocattoli
I bambini per lo più giocavano con i divertimenti adatti alla loro età, preferibilmente assieme ai loro coetanei, con giocattoli di poco conto o anche senza come nel nascondino, che i Romani chiamavano latibulo (nascondersi): un gioco che nella sua semplicità ha conservato nei tempi moderni le stesse antiche modalità.
Molto diffuso era il gioco con le noci tanto che l'età infantile veniva definita "il tempo delle noci" di cui parla Catullo:
Anche Persio pensa che l'infanzia è finita «avendo abbandonato le noci» e così anche Marziale annota

«già triste lo scolaro ha lasciato le noci

dietro gli schiamazzi del maestro»
Esistevano diverse varianti del gioco delle noci che avevano in comune l'abilità dei giocatori nel lanciare in un certo modo la propria noce su quelle già in terra: ad esempio nel ludus castellorum un giocatore doveva lanciare la propria noce in modo che cadesse rimanendo in equilibrio su tre noci accostate in modo da formare un triangolo.
Un'altra variante, chiamata orca, consisteva nel far entrare una noce attraverso il collo di un'anfora:

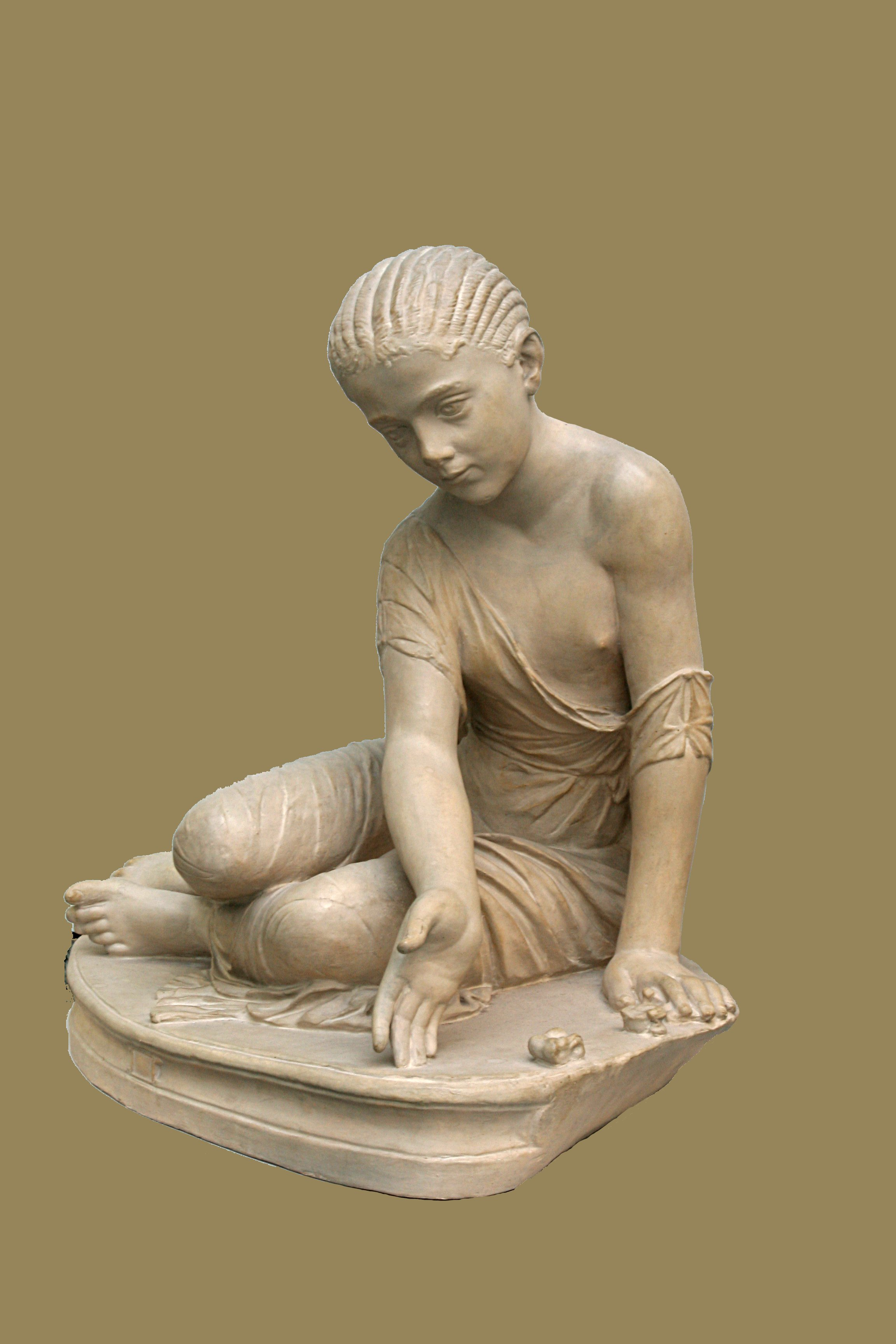
Statua romana di una ragazza che gioca agli aliossi

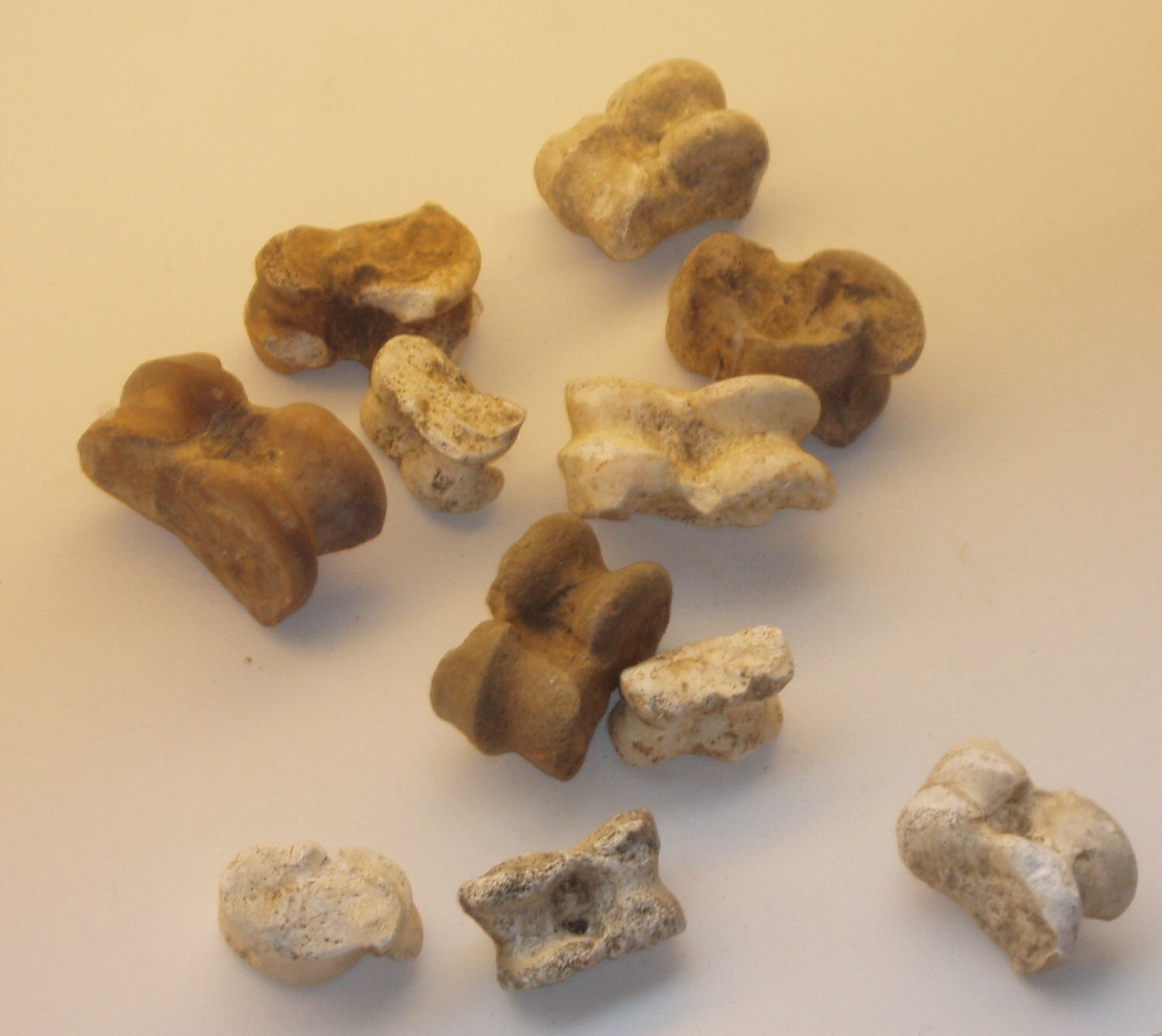
Aliossi naturali

In alternativa alle noci i bambini usavano delle biglie nel gioco delle fossette. Anche agli adulti piaceva giocare con le noci assieme ai bambini e il malizioso Marziale annotava:

«Le noci han l’aria di un innocuo giochetto ma quanti

ragazzini ci han perso il culetto.»
Simile a quello con le noci era il gioco con gli aliossi, (talus) ossicini del tarso delle zampe di piccoli animali che venivano usati come dadi, il quale più che un divertimento era un vero e proprio gioco d'azzardo. Si assegnava a ciascuno dei quattro lati dell'astragalo un punteggio e il gioco, chiamato pleistobolínda,  consisteva nel realizzare con il lancio una determinata combinazione così per esempio il colpo vincente, lo iactus Veneris, era quello nel quale i quattro astragali presentavano ognuno un punteggio diverso. Gli astragali erano il gioco tipico dei bambini ma anche gli adulti ci giocavano e talora li usavano come amuleti o per una divinazione.

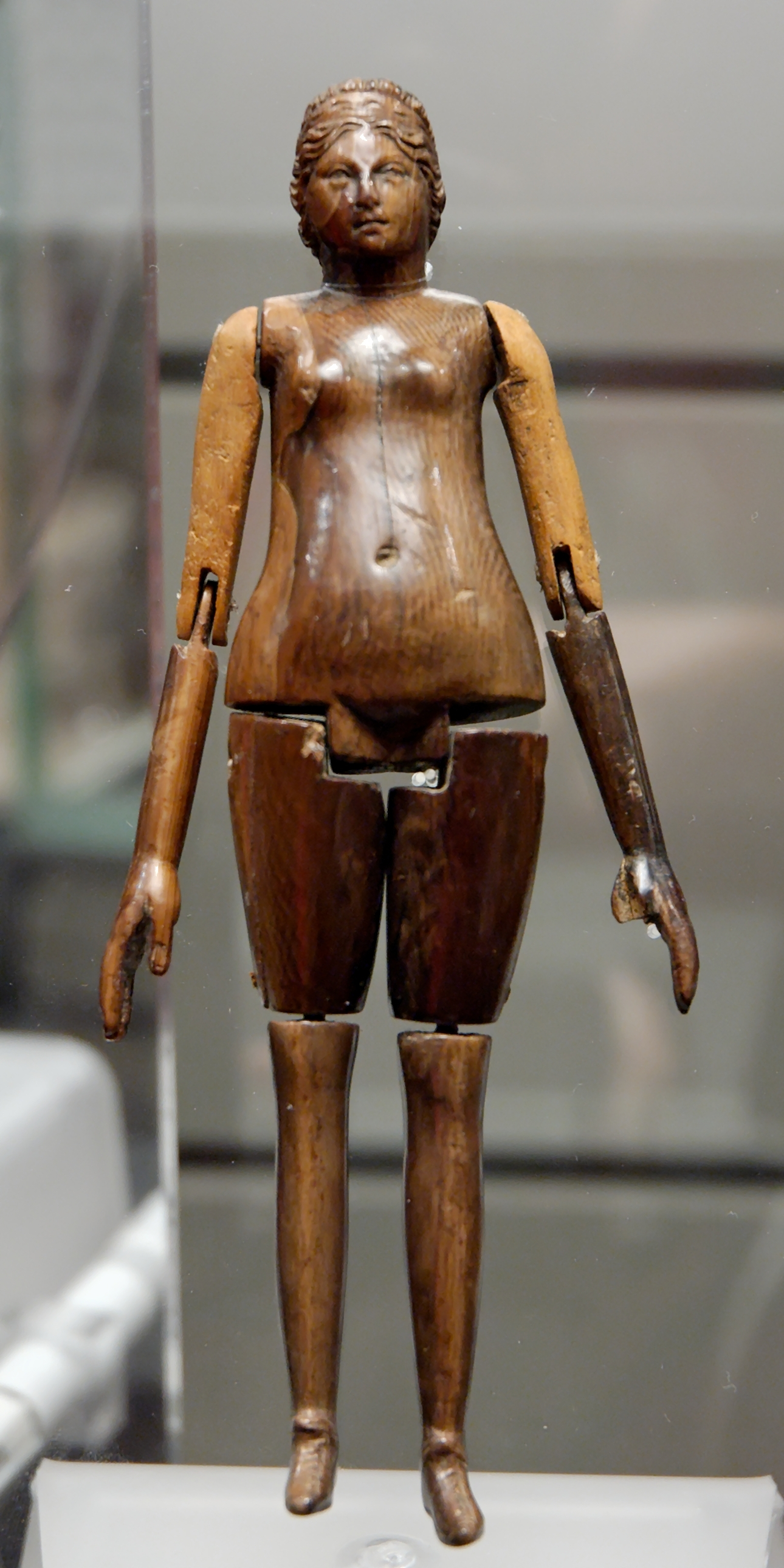
Bambola in avorio del II sec. a.C. proveniente da un sarcofago romano a Grottarossa

A Roma i giocattoli venivano regalati il giorno della nascita, per il compleanno e per le feste dei Saturnalia che si celebravano dal 17 dicembre per tre giorni di vacanza durante i quali si regalavano candele votive, immagini di divinità, vari generi alimentari, bambole di pasta o di terracotta e noci.
Durante i Saturnalia, scrive Macrobio «bambole e burattini d’argilla fan la gioia dei bimbi che ancora si trascinano carponi»
I giochi per i più piccolini erano i crepitacula, sonaglini il cui rumore serviva a distrarli e divertirli:
Il giocattolo preferito dalle bambine erano le bambole (pupae) di fattura modesta o elaborata, di materiali pregiati o anche di stoffa. Tra i reperti archeologici spicca la bambola di Crepereia Tryphaena,una giovane vissuta nella metà del xI sec. d.C. che , morta alla vigilia delle nozze non aveva fatto in tempo a donare i suoi giocattoli agli dei per la cerimonia di "addio all'infanzia" e quindi la sua bella bambola snodabile d'avorio era stata sepolta con lei.
Un altro divertimento diffuso tra bambini e adulti era il gioco con la palla (pila) al quale erano collegate non solo le attività ludiche o sportive ma anche quelle terapeutiche. Il medico Galeno descrive in un suo trattatello Intorno alla piccola palla il gioco della palla un buon esercizio per mantenersi in buona salute, Anche i giocolieri chiamati ad allietare i banchetti davano prova della loro abilità compiendo acrobazie con una palla di vetro

## Letabulae lusoriae

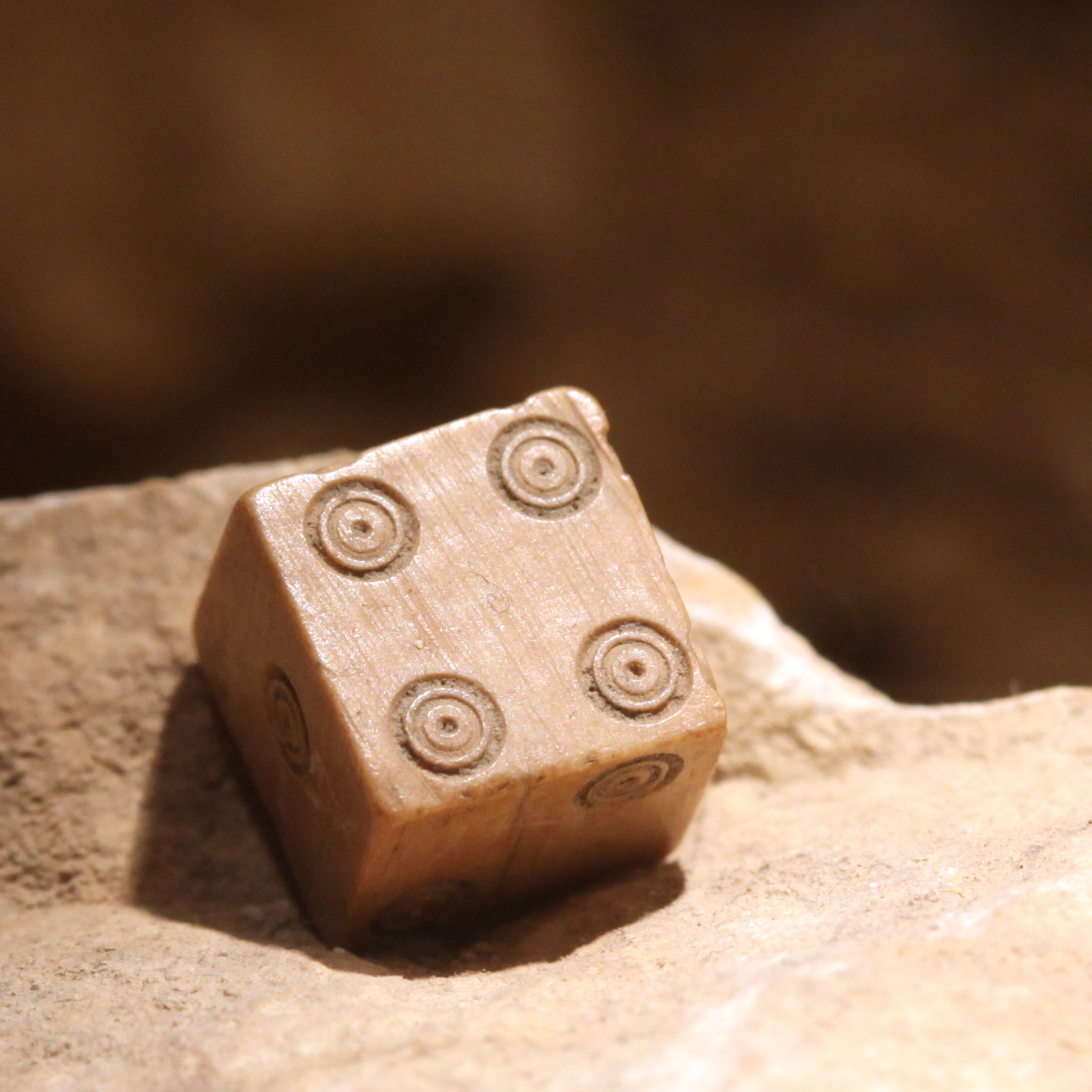
Tipico dado romano da gioco (presso il Museo romano di Losanna-Vidy)

Un'altra categoria di giochi era quella delle tabulae lusoriae (tabelloni di gioco) cioè dei giochi da tavola che per essere praticati avevano bisogno di una base di appoggio su cui era spesso inciso un semplice schema sempre più elaborato a seconda della complessità del gioco. Questi giochi praticati più in pubblico che in privato si servivano dunque di tutto ciò che poteva servire allo scopo: un'incisione sui gradini ad esempio della Basilica Iulia nel Foro Romano, sulle pietre degli ambulacri degli anfiteatri, sul pavimento dell'orchestra e sui gradini di molti teatri.
Le tabulae potevano essere anche dei vassoi di legno, o tavolini decorati o in marmo, considerati questi molto pregiati.

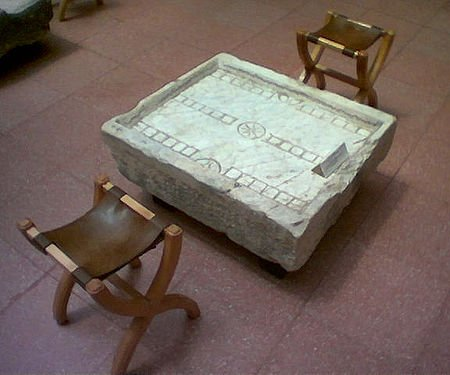
Tavoliere di XII scripta al museo di Efeso

Questi giochi erano preferiti dagli adulti poiché spesso erano veri e propri giochi d'azzardo dai quali la legge escludeva i minori sotto l'autorità del pater familias tanto che non erano esigibili le loro eventuali perdite al gioco. La lex alearia fin dall'età repubblicana cercò di limitare con scarso successo la diffusione dei giochi d'azzardo che si praticavano spesso nei banchetti specie con il gioco dei dadi che era consentito solo nei Saturnalia. La legge stabiliva anche che i debiti di gioco non erano esigibili e che anzi chi aveva perduto ai dadi poteva esigere legalmente l'intera somma persa.
L'uso delle tabulae lusoriae era poi esteso anche ai giochi che richiedevano riflessione e calcolo come nel gioco del Ludus duodecim scriptorum cioè "gioco delle dodici linee" dove spesso al posto delle linee incise c'erano delle lettere che formavano frasi di ogni genere, ad esempio:
«LEVATE DA LOCV/LVDERE NESCIS/IDIOTA RECEDE» («Togliti, fai posto/non sai giocare/ignorante, ritirati»
o la frase di un taverniere che offriva la tabula lusoria e insieme il menù del giorno:
«ABEMUS INCENA/PVLLVM PISCEM/PERNAM PAONEM» («Abbiamo per pranzo/pollo, pesce/pernice pavone»)